# Cerambyx nodulosus
Cerambyx nodulosus là một loài bọ cánh cứng trong họ Cerambycidae.